# جفری سنو
جفری سنو (انگلیسی: Jeffrey Senou؛ زادهٔ ۲۷ اوت ۱۹۹۲) بازیکن فوتبال اهل فرانسه است.
از باشگاه‌هایی که در آن بازی کرده‌است می‌توان به باشگاه فوتبال مونتسا اشاره کرد.